# Compagnie du développement industriel de Mandchourie

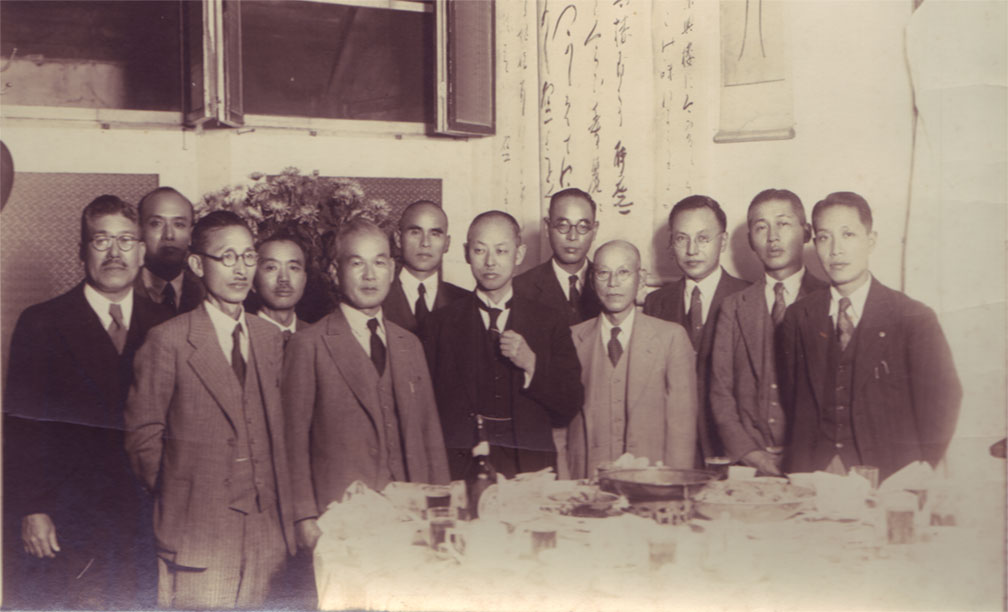
Réunion du conseil d'administration de la compagnie le 10 octobre 1939. Yoshisuke Aikawa est au centre.

La compagnie du développement industriel de Mandchourie (満州重工業開発, Manshū Jukōgyō Kaihatsu Kabushiki Kaisha, ou Mangyō) est un conglomérat industriel, ou zaibatsu, établi par l'armée impériale japonaise afin de mener l'industrialisation du Mandchoukouo, principalement dans le but de le rendre auto-suffisant en industries lourdes stratégiques.

## Histoire
À la suite du succès économique de la société des chemins de fer de Mandchourie du Sud et de ses différentes filiales comme les aciéries Shōwa, les stratèges idéologiques et économiques de l'armée japonaise du Guandong développent un plan global du futur développement économique et industriel du Mandchoukouo selon un modèle de socialisme d'État et une économie planifiée. Le puissant entrepreneur et technocrate japonais Yoshisuke Aikawa, fondateur du zaibatsu Nissan, est invité au Mandchoukouo et prié d'établir la « compagnie du développement industriel de Mandchourie », une société anonyme partagé à 50 % par Nissan et à 50 % par le gouvernement du Mandchoukouo qui en supervise le plan central.
Le plan original de Naoki Hoshino et d'autres stratèges militaires prévoit une économie syndicaliste, avec monopole de chaque industrie par une entreprise. En 1932, l'armée japonaise fonde 26 nouvelles compagnies qui produisent des automobiles, des avions, des navires, raffinent du pétrole, etc..
Aikawa se rend compte que cette politique est en fait irréaliste, étant donné les infrastructures industrielles et minières sous-développées du Mandchoukouo, et il persuade les chefs militaires qu'une entité unique contrôlée par l'État devrait diriger tous les développements d'exploitation des ressources et de l'industrie lourde. Aikawa explique que les industries automobile et aéronautique requièrent de nombreux sous-traitants, dont peu sont présents au Mandchoukouo. Pour développer ces industries stratégiques, il est nécessaire de développer simultanément tous les secteurs industriels liés.
En octobre 1937, Aikawa donne son accord pour que la « corporation du développement des industries lourdes de Mandchourie » (Manshū Jukōgyō Kaihatsu Yoko) soit établie sous l'égide de Nissan, qui installe d'ailleurs son siège à Hsinking, la capitale du Mandchoukouo. Aikawa bénéficie de prêts de la banque industrielle du Japon (en) et de la banque du Japon en hypothéquant les ressources naturelles du Mandchoukouo comme garanties, en plus d'être exempté de la double imposition[Laquelle ?]. La société des chemins de fer de Mandchourie du Sud, les aciéries Shōwa et d'autres industries importantes du Mandchoukouo sont associées dans la nouvelle compagnie.
À ses débuts, le nouveau conglomérat est un succès total et attire des investissements au Mandchoukouo à un rythme impressionnant. De nouvelles industries sont créées le long des nouvelles voies de communication établies par les chemins de fer de Mandchourie du Sud, et la production industrielle du Mandchoukouo commence même à dépasser celle du Japon dans certains secteurs à la fin du premier plan quinquennal. Néanmoins, Aikawa doit affronter de nombreuses difficultés à cause de ses politiques (souvent en désaccord avec les meneurs de l'armée du Guandong), et aux interférences de certains membres du gouvernement civil du Mandchoukouo dans les opérations de la compagnie. Aikawa démissionne en 1942 et rentre au Japon. Il est remplacé par Tatsunosuke Takasaki. Cependant, avec les demandes croissantes de l'armée en raison à cause de la Seconde Guerre mondiale et l'enlisement militaire en Chine, la compagnie connait d'importants problèmes d'approvisionnement en matières premières, de main d'œuvre, et de sous-traitance de sa production.
Elle est dissoute à la fin de la Seconde Guerre mondiale lors de la destruction du Mandchoukouo par l'armée rouge durant l'invasion soviétique de la Mandchourie.